# Viktor Dyk

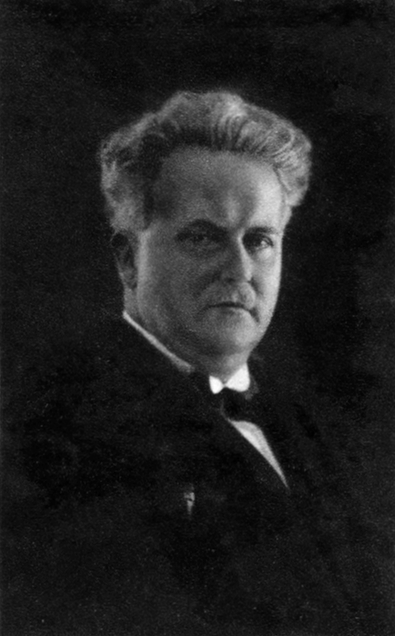
Viktor Dyk (1927)

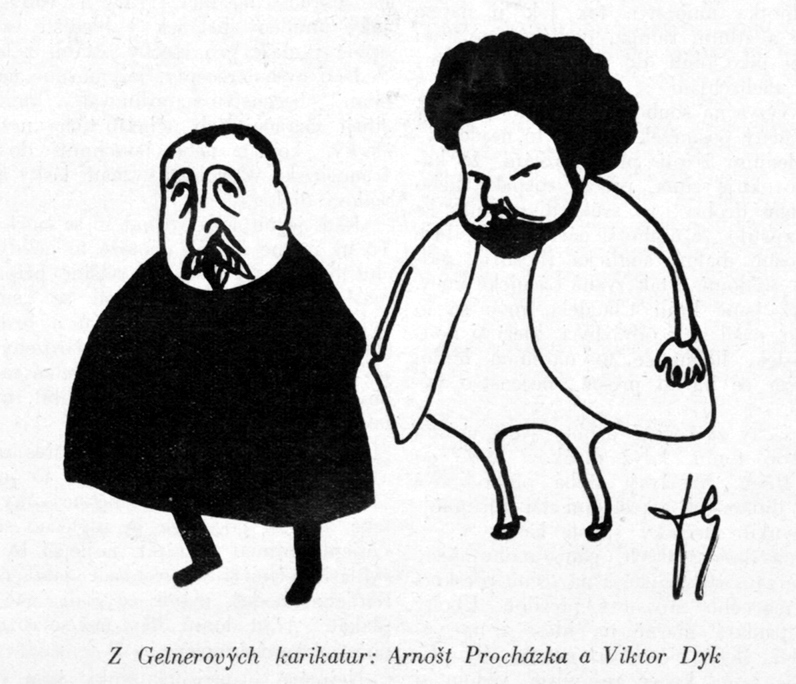
Viktor Dyk (rechts) mit Arnošt Procházka; eine Karikatur von František Gellner

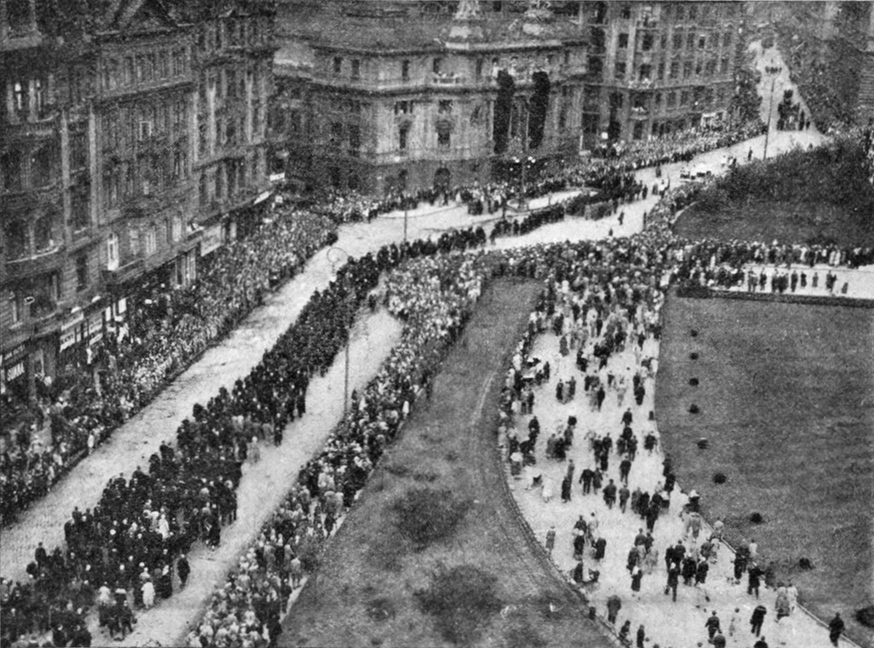
Begräbniszug vor dem Theater in Vinohrady, Prag

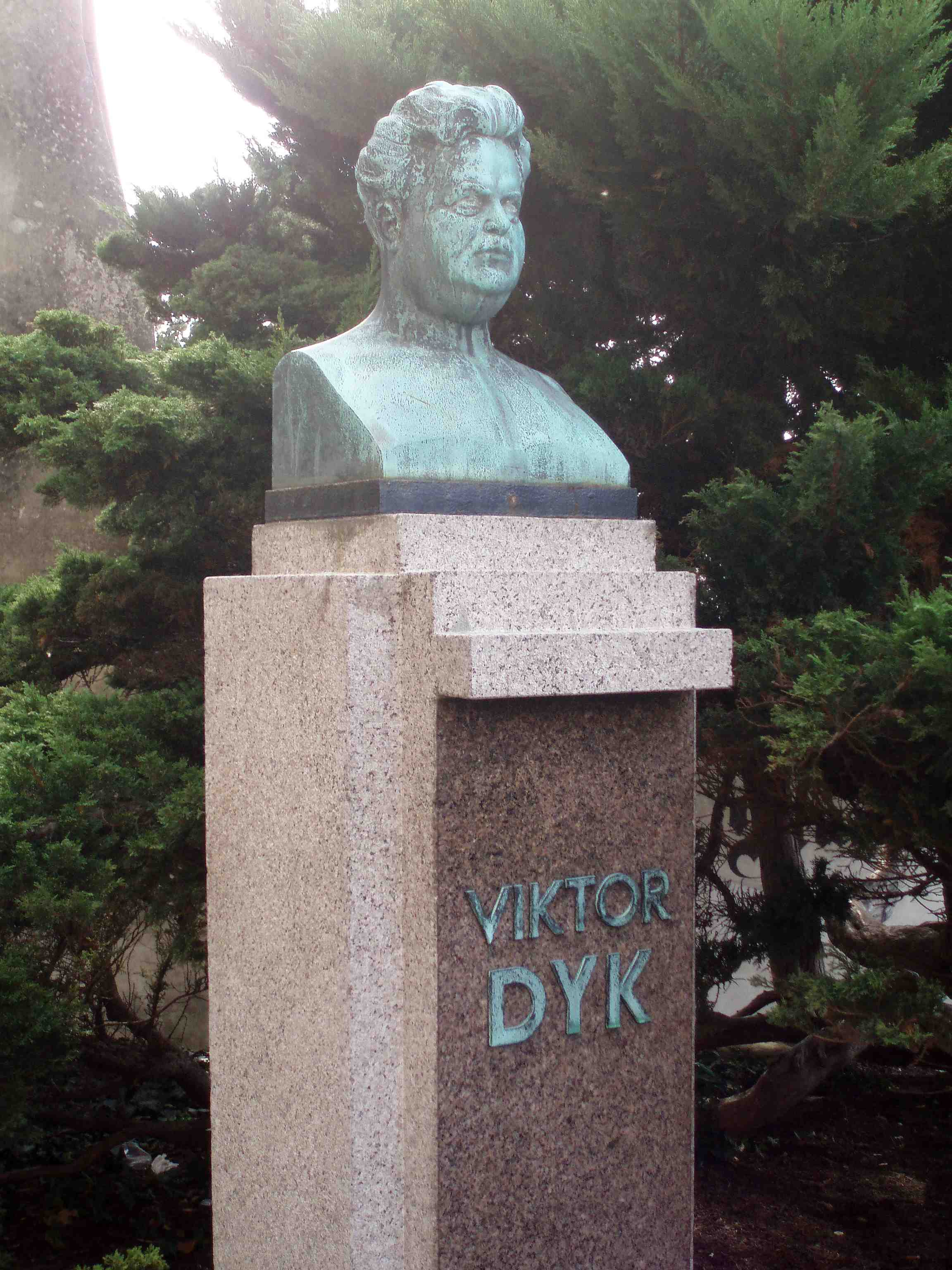
Denkmal für Viktor Dyk in Mělník

Viktor Dyk (* 31. Dezember 1877 in Pšovka bei Mělník; † 14. Mai 1931 auf der Adriainsel Lopud, Jugoslawien) war ein tschechischer Dichter, Prosaist, Dramatiker, Politiker und Rechtsanwalt.

## Leben
Nach dem Gymnasium studierte an der Juristischen Fakultät der Karls-Universität in Prag. Von 1907 bis zu seinem Tod war er an der Redaktion der Zeitschrift Lumír beteiligt, später auch Samostatnost (Selbständigkeit). Ab 1918 war er zudem Redakteur der Zeitung Národní listy (Volksblatt). Während des Ersten Weltkrieges war er wegen seiner schriftstellerischen Tätigkeit in Wien inhaftiert.
Sein politisches Engagement begann 1911, als er Mitglied der Státoprávně pokroková strana (Staatsrechtlich fortschrittliche Partei) wurde. 1918 war er an der Gründung der Národní demokratická strana (Nationale Demokratische Partei) beteiligt und wurde als Abgeordneter der Partei in das Parlament gewählt, 1925 wurde er Senator. Viktor Dyk war ein entschiedener Gegner der sogenannten Burgpolitik des Tomáš Garrigue Masaryk und Mitglied im Bund der Freimaurer.
Er starb beim Schwimmen auf der kroatischen Insel Lopud an einem Herzinfarkt. Er ist begraben auf dem Olšany-Friedhof in Prag.

## Literarisches Schaffen
Dyk gehört mit Petr Bezruč, Fráňa Šrámek und Karel Toman einer Generation von Autoren an, die an der Wende zum 20. Jahrhundert gegen die politische Gesellschaft rebellierte.
Dyk schrieb aphoristische, kurze Satire und liebte regelmäßige, rhythmische Verse. Seine Werke beinhalten meist eine klare Pointe, er benutzte oft Paradoxa. Seine Anfänge waren gekennzeichnet von Skepsis, die daraus herrührte, dass er die Niederschlagung der Aufstände in der ersten Hälfte der 1890er Jahre miterlebt hatte. Seine Sammlungen sind eng verbunden mit den Werken der Gruppe um die Zeitschrift Moderní revue (Moderne Revue).
In Milá sedmi loupežníků (Geliebte der sieben Räuber), einer lyrisch-epischen Ballade, werden in einem Dialog Kraft und Leidenschaft zur Schau gestellt. Das Werk ist vom Anarchismus geprägt.
In Devátá vlna (Die neunte Welle) entdeckt er, melancholisch, die Vorahnung des Todes.
In seiner Kriegs–Tetralogie, beschreibt er die Verpflichtung eines Einzelnen, sein Land zu verteidigen und warnt vor dem Verrat.
In Krysař (Der Rattenfänger) verarbeitet er die bekannte Rattenfänger-Sage: Dem Rattenfänger wird Belohnung für die Beseitigung der Rattenplage versprochen. Er erledigt seine Aufgabe, der Lohn wird ihm aber versagt. Deshalb lockt er die Menschen der Stadt mit seiner Pfeife ins Verderben. Bei Dyk überleben nur ein Verrückter und ein Kind. Die Allegorie: Der Verrückte hat keinen Verstand mehr – das Kind hat noch keinen.
Im Drama Zmoudření dona Quiota (Das Klugwerden des Don Quichote) zeigt er die Tragödie des Widerspruchs zwischen Träumen und der Realität.

### Gedichte
- A porta inferi, 1897
- Síla života, 1898
- Marnosti, 1900
- Buřiči, 1903
- Satiry a sarkasmy, 1905
- Milá sedmi loupežníků, 1906
- Pohádky z naší vesnice, 1910
- Giuseppe Moro, 1911
- Prohrané kampaně, 1914
- Lehké a těžké kroky, 1915
- Zápas Jiřího Macků, 1916
- Noci chiméry, 1917
- Anebo, 1918
- Okno, 1921
- Pan poslanec, 1921
- Poslední rok, 1922
- Podél cesty, 1922
- Domy, 1926
- Zpěvy v bouři, 1928
- Devátá vlna, 1930

### Erzählungen
- Hučí jez a jiné prózy, 1903
- Píseň o vrbě, 1908
- Příhody, 1911
- Krysař, (Rattenfänger) 1915
- Tichý dům, 1921
- Tajemná dobrodružství Alexeje Iványče Kozulinova, 1923
- Můj přítel Čehona, 1925
- Holoubek Kuzma, 1928

### Romane
- Konec Hackenschmidův, 1904
- Prosinec, 1906
- Prsty Habakukovy, 1925
- Soykovy děti, 1929

### Theaterstücke
- Epizoda, 1906
- Smuteční hostina, 1906
- Posel, 1907
- Zmoudření Dona Quijota, 1913
- Veliký mág, 1914
- Zvěrstva, 1919
- Ondřej a drak, 1920
- Revoluční trilogie, 1921
- Napravený plukovník Švec, 1929

### Memoiren
- Vzpomínky a komentáře, 1927